# 萩原寛
萩原 寛（はぎはら ひろし、1923年1月8日 - 1997年9月26日）は、台湾の台南州嘉義市出身のプロ野球選手（外野手、右投右打）・審判員。
1947年までは呉 新亨（ご しんきょう）、1948年は呉 元敝（ご げんしょう）と名乗った。

## 来歴・人物
台湾の嘉義農林学校を卒業後、1943年に来日し大和軍に入団する。この時は呉新亨の名前でプレー。同年戦局悪化によりチームが解散したため、翌1944年に東京巨人軍に移籍。巨人では二番・中堅手のレギュラーとなり、打率.326（リーグ4位）、19盗塁の好成績を記録し、盗塁王に輝く。
戦後も巨人に籍を置いて中堅手のレギュラーを守りながら一番を打ち、1946年には打率.285（リーグ18位）の記録を残した。その後、戦前からの中心選手が続々と復帰したこともあり下位打順に回るが、結婚して萩原寛と改名した1949年から翌1950年にかけては2年連続で規定打席に入り、両年とも打率.270、20盗塁以上をマークした。1951年になると、南村不可止・与那嶺要の加入により急激に出場機会が減少する。それでも1952年の日本シリーズには代走で出場し、日本シリーズ連覇に貢献した。同年の日本シリーズ終了後に現役引退。
1955年にパシフィック・リーグの東京審判部に入局し、1980年まで審判を務めた。1977年からパ・リークが審判員袖番号を採用しているが、1980年引退まで20の番号をつけている。1981年には1年だけ東京審判部の指導員を務めた。2311試合出場。
1997年9月26日に死去。74歳没。

## 選手としての特徴
俊足好打であったが、身体が硬く、不器用なところがあった。プレーの判断に融通性がなく、捕球後に見当違いの内野手に返球するなど、いわゆる珍プレーをよくやらかしていた。三原脩も「決断が鈍い」と表現し、起用に苦労していた。

## 逸話
ある年の大阪遠征で、チームメイトから素うどんを食べに行こうと持ち掛けられた際、呉新亨は台湾から内地に来たばかりでまだ日本語を十分に理解していなかったために素うどんの意味がわからず、「いえ、ボクは酢が入ったウドンは食べません」とはっきり答えた。あまりにも素直な返事だったので誰も二の句が継げなかった。また、戦前の巨人には呉波がおり、巨人OBが昔話をした際に二人の呉をよく間違えたが、「酢ウドンの呉」といえばすぐに呉新亨のこととわかったという。

## 詳細情報

### 年度別打撃成績
| 年 度     | 球 団     | 試 合 | 打 席 | 打 数 | 得 点 | 安 打 | 二 塁 打 | 三 塁 打 | 本 塁 打 | 塁 打 | 打 点 | 盗 塁 | 盗 塁 死 | 犠 打 | 犠 飛 | 四 球 | 敬 遠 | 死 球 | 三 振 | 併 殺 打 | 打 率 | 出 塁 率 | 長 打 率 | O P S |
| --------- | --------- | ----- | ----- | ----- | ----- | ----- | -------- | -------- | -------- | ----- | ----- | ----- | -------- | ----- | ----- | ----- | ----- | ----- | ----- | -------- | ----- | -------- | -------- | ----- |
| 1943      | 大和      | 66    | 229   | 209   | 10    | 31    | 0        | 3        | 0        | 37    | 7     | 13    | 5        | 2     | --    | 18    | --    | 0     | 29    | --       | .148  | .216     | .177     | .393  |
| 1944      | 巨人      | 32    | 142   | 129   | 20    | 42    | 7        | 1        | 0        | 51    | 10    | 19    | 5        | 4     | --    | 9     | --    | 0     | 8     | --       | .326  | .370     | .395     | .765  |
| 1946      | 巨人      | 97    | 424   | 382   | 58    | 109   | 17       | 7        | 0        | 140   | 31    | 19    | 6        | 7     | --    | 34    | --    | 1     | 27    | --       | .285  | .345     | .366     | .712  |
| 1947      | 巨人      | 91    | 326   | 303   | 28    | 68    | 16       | 3        | 1        | 93    | 19    | 10    | 7        | 0     | --    | 21    | --    | 2     | 24    | --       | .224  | .279     | .307     | .586  |
| 1948      | 巨人      | 96    | 259   | 246   | 18    | 54    | 10       | 1        | 1        | 69    | 19    | 12    | 8        | 6     | --    | 5     | --    | 2     | 20    | --       | .220  | .241     | .280     | .522  |
| 1949      | 巨人      | 128   | 496   | 468   | 61    | 129   | 18       | 7        | 6        | 179   | 47    | 24    | 10       | 5     | --    | 23    | --    | 0     | 38    | --       | .276  | .310     | .382     | .692  |
| 1950      | 巨人      | 124   | 539   | 476   | 70    | 131   | 27       | 4        | 6        | 184   | 48    | 25    | 7        | 15    | --    | 47    | --    | 1     | 45    | 8        | .275  | .342     | .387     | .728  |
| 1951      | 巨人      | 23    | 10    | 10    | 5     | 2     | 0        | 0        | 0        | 2     | 1     | 0     | 1        | 0     | --    | 0     | --    | 0     | 1     | 0        | .200  | .200     | .200     | .400  |
| 1952      | 巨人      | 33    | 8     | 7     | 10    | 2     | 0        | 1        | 0        | 4     | 0     | 3     | 1        | 0     | --    | 1     | --    | 0     | 2     | 0        | .286  | .375     | .571     | .946  |
| 通算：9年 | 通算：9年 | 690   | 2433  | 2230  | 280   | 568   | 95       | 27       | 14       | 759   | 182   | 125   | 50       | 39    | --    | 158   | --    | 6     | 194   | 8        | .255  | .306     | .340     | .646  |

- 各年度の太字はリーグ最高

### タイトル
- 盗塁王：1回 （1944年）

### 背番号
- 15 （1943年）
- 20 （1944年）
- 2 （1946年 - 1952年）

### 登録名
- 呉 新亨 （1944年 - 1947年）
- 呉 元敞 （1948年）
- 萩原 寛 （1949年 - 1952年）